# 世界民意研究學會
世界民意研究學會（英語：World Association for Public Opinion Research）是一個國際學術組織，由從事溝通與調查研究的學者組成，總部位於美國內布拉斯加州林肯。它也是國際社會科學理事會的會員組織。

## 歷史
世界民意研究學會原名「世界民意研究大會」（World Congress on Public Opinion Research），1947年於第2屆國際民意研究研討會上成立，地點是麻塞諸塞州威廉斯敦。
1948年於第3屆研討會上改為現名。 1953年，學會成為當時聯合國教科文組織在調查研究領域唯一的顧問團體。
學會現任理事長是伊利諾大學芝加哥分校教授提姆·P·約翰遜（Timothy P. Johnson）。
歷任前理事長包括胡安·林茲、伊莉莎白·諾艾爾-諾依曼、羅伯特·伍斯特、西摩·馬丁·利普塞特、克萊兒·杜蘭德（Claire Durand）等社會學或政治學者。

### 會員
隨著時間推移，世界民意研究學會的會員逐漸成長，且更加多元。創會初期，協會約有158名會員，來自20個國家。其後逐年增加，1962年時，學會已有200名來自30個不同國家的會員。 ；1970年會員人數更上升到300名，來自41個國家。
2016年時，世界民意研究學會共有400名會員，來自60個不同國家的大學或研究機構。

## 活動
世界民意研究學會贊助出版《國際民意研究期刊》，這是一份由牛津大學出版社出版的社會科學期刊。此外，世界民意研究學會也與歐洲輿論與市場研究學會結盟，分享學術資訊。
學會每三年舉辦一次例行研討會，全球各地來自政府部門、學術機構與企業組織的調查研究者將齊聚一堂，交流最新的研究成果。 最近一次大會於2016年10月12日，在美國德克薩斯州奧斯丁市舉辦。
1981年起，世界民意研究學會開始頒發海倫·迪納曼獎－－該獎項係紀念社會學家海倫·迪納曼而設立－－以表彰「對調查研究方法有顯著貢獻」的學者。歷屆得主包括菲力普·康維斯、路易斯·古特曼、羅格·豪威爾、埃利胡·卡茨、胡安·林茲、西摩·馬丁·利普塞特、羅伯特·金·莫頓、伊莉莎白·諾艾爾-諾依曼、西德尼·維巴、羅伯特·伍斯特、丹尼爾·揚克洛維奇等社會科學領域學者。

## 影響
前《華盛頓郵報》調查主任理查·莫蘭（Richard Morin）曾評論世界民意研究學會為「最具領導性的外國民調專業組織」俄亥俄州立大學政治學教授、中西部政治學會理事長赫爾伯特·韋堡（Herbert Weisberg）也讚揚世界民意研究學會促進調查研究領域的國際化和專業化。

## 外部連結
- 世界民意研究學會（WAPOR）官方網站（页面存档备份，存于） （英文）
- 國際民意研究期刊官方網站 （页面存档备份，存于） （英文）